# Стадион Двајт Јорк
Стадион Двајт Јорк (енгл. Dwight Yorke Stadium) је вишенаменски стадион у Баколету, предграђу Скарборо на Тринидаду и Тобагу.
Стадион се углавном користи за фудбалске утакмице, фудбалски клуб Тобаго јунајтед Ф.К. користи овај стадион. Стадион је такође коришћен за бројне међународне омладинске турнире, односно Светско првенство у фудбалу за У-17 2001, Првенство Конкакафа до 20 година 2009. и Светско првенство за жене до 17 година 2010. године.
Стадион може да прими 7.500 гледалаца. Стадион је отворен 2001. Назван је по фудбалеру Двајту Јорку.